# Municipio de Camp (Minnesota)
El municipio de Camp (en inglés: Camp Township) es un municipio ubicado en el condado de Renville en el estado estadounidense de Minnesota. En el año 2010 tenía una población de 186 habitantes y una densidad poblacional de 2,52 personas por km².

## Geografía
El municipio de Camp se encuentra ubicado en las coordenadas 44°30′22″N 94°47′58″O / 44.50611, -94.79944. Según la Oficina del Censo de los Estados Unidos, el municipio tiene una superficie total de 73.87 km², de la cual 73,75 km² corresponden a tierra firme y (0,17 %) 0,13 km² es agua.

## Demografía
Según el censo de 2010, había 186 personas residiendo en el municipio de Camp. La densidad de población era de 2,52 hab./km². De los 186 habitantes, el municipio de Camp estaba compuesto por el 93,01 % blancos, el 3,76 % eran de otras razas y el 3,23 % eran de una mezcla de razas. Del total de la población el 3,23 % eran hispanos o latinos de cualquier raza.